# Adalberto Nunes da Silva
Adalberto Nunes da Silva Gattini, meglio noto come Betão (San Paolo, 2 settembre 1978), è un ex giocatore di calcio a 5 brasiliano.

## Palmarès

### Club

#### Competizioni nazionali Brasile
- Campionato brasiliano: 3

Banespa: 1999, 2001
Carlos Barbosa: 2004
- Taça Brasil de Futsal: 1

General Motors: 1998
- Coppa di Spagna: 2

Santiago: 2005-06
Inter: 2008-09
- Supercoppa di Spagna: 1

Inter: 2008
- Coppa Italia: 1

Pescara: 2015-16

#### Competizioni internazionali
- Coppa Intercontinentale: 1

Carlos Barbosa: 2004
- Coppa UEFA: 2

Inter: 2008-09
Kairat Almaty: 2012-13
- Coppa delle Coppe: 1

Santiago: 2006-07

### Nazionale
- Campionato mondiale: 1
Brasile 2008
- Coppa America: 1

Uruguay 2008
- Grand Prix de Futsal: 2

2005, 2008
- Giochi panamericani: 1

Rio de Janeiro 2007

### Individuale
- Capocannoniere della Primera División: 2

2007-08, 2010-11